# Klaus Scheurell
Klaus Scheurell (né le 22 août 1941 à Wusterhausen/Dosse et décédé le 12 août 2016) est un ancien arbitre de football est-allemand. Il arbitra en RDA de 1971 à 1991 et fut arbitre FIFA de 1975 à 1991.

## Carrière
Les faits marquants en tant qu'arbitre : 
- Coupe d'Allemagne de l'Est de football 1977 (finale)
- Jeux olympiques 1980 (2 matchs)
- Coupe d'Allemagne de l'Est de football 1991 (finale)